# OpenVZ
OpenVZ és una tecnologia de virtualització a nivell de sistema operatiu (OS) basat en el nucli Linux. OpenVZ permet a un servidor físic d'executar simultàniament sistemes d'explotacio independents, coneguts sota el nom de servidors privats virtuals (VPS) o entorns virtuals (VE).
Comparant-ho amb màquines virtuals com VMware i a les tecnologies de paravirtualització com Xen, OpenVZ ofereix menys flexibilitat per escollir el sistema d'explotació: el sistema d'explotació convidat i hoste han de ser de tipus Linux (encara que les distribucions de Linux poden ser diferents dins de VEs diferents). Al contrari, la virtualització al nivell OS d'OpenVZ ofereix una prestació millor, una escalabilitat millor (ex. evolution), una densitat millor, una gestió de recursos dinàmica millor, i més facilitat en l'administració que les alternatives.
OpenVZ és una base de Virtuozzo, un producte de programari lliure desenvolupat per SWsoft, Inc. i sota la versió 2 de la llicència GNU GPL.
OpenVZ consisteix en el nucli i eines en el nivell d'usuari.